# Can Guilla
Can Guilla és una obra del municipi de les Franqueses del Vallès (Vallès Oriental) inclosa en l'Inventari del Patrimoni Arquitectònic de Catalunya.

## Descripció
És un edifici aïllat d'estructura complexa. Davant de la casa es forma un barri tancat amb dos grans portal allindanats. El cos principal consta de planta baixa, pis i golfes, i té una coberta composta. L'edifici del costat consta de planta baixa i pis. En el centre de la façana hi ha un gran portal dovellat d'arc de mig punt i al seu damunt un balcó coronat per un escut barroc i un capcer de perfil sinuós. A tota la façana queden restes d'esgrafiats amb motius florals i geomètrics. Al costat de la casa hi ha diversos edificis annexos de nova construcció.

## Història
En el fogatge de 1553 apareix documentat en Joan Guilla. A l'església parroquial de Marata es conserva documentació on s'esmenta la casa del segle xiii. La casa va ser reformada o aixecada de nou al segle xviii tal com ho indica la tipologia de la façana i els esgrafiats.